# Високовольтна лінія постійного струму Круоніс—Совєцьк
Круоніс-Совєцьк — колишня лінія електропередачі (ЛЕП) між Литвою та Росією, що з’єднувала Круоніську гідроакумулювальну електростанцію у Литві з підстанцією в місті Совєцьк Калінінградської області.

## Характеристики
- Тип з’єднання: Наземна лінія електропередачі
- Тип струму: Високовольтний постійний струм
- Номінальна напруга: 330 кВ
- Оператори: Litgrid (Литва), ФСК ЄЕС (Росія)

## Історія та експлуатація
Лінія Круоніс-Совєцьк була однією з шести ЛЕП, що з’єднували Литву з Калінінградською областю, і однією з трьох, що працювали з напругою 330 кВ. Вона відігравала важливу роль у забезпеченні енергопостачання між Литвою та російським ексклавом.
У рамках підготовки до синхронізації литовської енергосистеми з континентальною Європою, оператор литовської енергосистеми Litgrid у листопаді 2022 року оголосив про плани будівництва тимчасового з'єднання для двох ЛЕП 330 кВ:
Круоніська ГАЕС – Литовська електростанція
Круоніська ГАЕС – Совєцьк
Цей проєкт був необхідний для забезпечення безперервності процесу синхронізації та створення умов для реконструкції розподільчого пристрою на підстанції Круоніської ГАЕС. Роботи планувалося завершити до кінця червня 2023 року.

## Демонтаж
9 лютого 2025 року Литва успішно синхронізувала свою енергосистему з європейською мережею. Після цього, 24 лютого 2025 року, розпочався демонтаж лінії Круоніс-Совєцьк.
- Було демонтовано 544 опори
- Демонтовано 230 кілометрів проводів
- Звільнені земельні ділянки передані для сільськогосподарського використання

Частина демонтованої енергетичної інфраструктури була передана Україні. Залишена частина обладнання планується для використання у з’єднанні Круоніської ГАЕС із підстанцією Бітенай.